# 科米尚卡 (涅德里蓋利夫區)
50°50′21″N 34°8′53″E / 50.83917°N 34.14806°E
科米尚卡（烏克蘭語：Комишанка）是位於烏克蘭東北部的村莊，由蘇梅州羅姆內區的維利沙納市鎮負責管轄。該村處於蘇拉河左岸，距離澤連基夫卡1公里，海拔高度146米，2001年人口484。